# Халаїм Андрій Іванович
Андрій Іванович Халаїм (рос. Андрей Иванович Халаим; 18 січня 1977, Петропавловськ-Камчатський) — російський ентомолог, кандидат біологічних наук (2003), з 2008 року професор університету Universidad Autónoma de Tamaulipas Cd. Victoria (Тамауліпас, Мексика), провідний фахівець з паразитичних комах іхневмонідів.

## Історія
Народився 18 січня 1977 року в Петропавловську-Камчатському Камчатського краю.
- 1994-1999 — навчання на біологічному факультеті Калінінградського державного університету
- 1999-2003 рр. — аспірантура і кандидатська дисертація «Паразитичні наїзники підродини Tersilochinae (Hymenoptera, Ichneumonidae) Росії і суміжних країн» (Зоологічний інститут РАН, Санкт-Петербург)
- 2003 — молодший науковий співробітник (Зоологічний інститут РАН)
- 2013 — теп. час. — старший науковий співробітник (Зоологічний інститут РАН)
- 2008 — теп. час. — професор університету Universidad Autónoma de Tamaulipas Cd. Victoria[en] (Тамауліпас, Мексика)

Працював у багатьох наукових та музейних установах світу, включаючи США, Велику Британію, Німеччину, Нову Зеландію, Коста-Рику, Мексику, Чехію, Польщу, Росію, Фінляндію, Південну Корею. Здійснив експедиції на острів Вайт (Велика Британія), в Мексику, Крим, Нижнє Поволжя, Алтай, Далекий Схід, Сахалін. Автор близько півсотні наукових публікацій, відкрив і вперше для науки описав кілька десятків нових видів паразитичних комах.
Популярність в ЗМІ приніс опис нового для науки виду Idiogramma elbakyanae. Халаїм назал його в честь Олександри Елбакян з формулюванням «в ознаменування її вкладу в те, щоб наукове знання стало доступне всім дослідникам». Елбакян більш відома як засновниця сайту Sci-Hub (безкоштовний доступ до наукової літератури).. Однак, після того, як у вересні 2017 року російські науково-популярні ЗМІ опублікували новинні замітки про найменування паразитичної комахи в честь О. Елбакян, вона вже 5 вересня 2017 року, мабуть, не зрозумівши істинного сенсу цього патроніма, як протест тимчасово призупинила роботу сервісу Sci-Hub для всіх користувачів з Росії. Халаїм дав пояснення в пресі, що це почесне найменування і нічого образливого в собі воно не несе: «[...] Нічого образливого в назві нового виду ім'ям Олександри немає, досить подивитися етимологію в описі таксону. Зоолог-систематик дає назви тих комах, яких вивчає. Був би лепідоптерологом, назвав би прекрасного метелика. Був би орнітологом — птицю. До речі, описаний вид — не паразит, а паразитоїд, за своєю суттю це скоріше хижак».

## Визнання
- Член Російського ентомологічного товариства РАН (2000)
- Член International Society of Hymenopterists (2014)
- Професор університету Universidad Autónoma de Tamaulipas Cd. Victoria[en] (Тамауліпас, Мексика) (2008)

### Таксони, названі на честь А. Халаїма
- Khalaimia Kasparyan, 2012 (Ichneumonidae)[9]
- Kauriphanes khalaimi Belokobylskij & Zaldívar-Riverón, 2011 (Braconidae)[10]
- Gnathochorisis khalaimi Умала, 2017 (Ichneumonidae)[11]

## Таксони, відкриті А. Халаїмом
- †Biamosa barachek Khalaim, 2008
- Phradis pesenkoi Khalaim, 2007 (Ichneumonidae)
- Gelanes horstmanni Khalaim, 2017[12].
- Idiogramma elbakyanae Khalaim, 2017[13]
- Zealochus Khalaim, 2004[14]
- †Metopiosa fossiliata Khalaim, 2008[15]
- Australochus clypeator Khalaim, 2004[14]
- Palpator sicilicus Khalaim, 2006[16]
- Ojuelos juachicus Khalaim et Ruíz-Cancino, 2012[17]

## Основні наукові праці

### Книги та довідники
- Халаим А. И. Подсем. Tersilochinae // Определитель насекомых Дальнего Востока России. Т. IV. Сетчатокрылообразные, скорпионницы, перепончатокрылые. Ч. 5 / под общ. ред. П. А. Лера. — Владивосток: Дальнаука, 2007. — С. 566—597. — 1052 с. — ISBN 978-5-8044-0789-7.
- Амолин А. В., Антропов А. В., … Халаим А. И. и др. 2016. Определитель насекомых юга России. // Российская Академия наук, Русское энтомологическое общество. Место издания: Ростов-на-Дону, 2016. Стр.1—1036. ISBN 978-5-4376-0113-6

### Наукові статті
- Халаим А. И. 2002. Обзор подродов Nanodiaparsis, Ischnobatis И Lanugoparsis subgen. n. рода Diaparsis Forster (Hymenoptera, Ichneumonidae) с описанием новых видов [Архівовано 22 грудня 2019 у Wayback Machine.]. Энтомологическое обозрение. 2002. Т. 81. № 2. С. 386—393.
- Халаим А. И. 2004. Обзор родов Aneuclis и Sathropterus (Hymenoptera: Ichneumonidae: Tersilochinae) [Архівовано 22 грудня 2019 у Wayback Machine.]. Энтомологическое обозрение. 2004. Т. 83. № 3. С. 664—678.
- Халаим А. И. 2005. Обзор подродов Diaparisis и Pectinoparsis рода Diaparsis (Hymenoptera: Ichneumonidae: Tersilochinae) [Архівовано 22 грудня 2019 у Wayback Machine.]. Энтомологическое обозрение. 2005. Т. 84. № 2. С. 407—426.
- Халаим А. И. К изучению подсемейства Pimplinae (Hymenoptera: Ichneumonidae) Коста-Рики [Архівовано 22 грудня 2019 у Wayback Machine.]. Russian Entomological Journal. 2009. Т. 18. № 3. С. 209—210.
- Халаим А. И., Руиц-Кансино Э. 2011. Северо и центральноамериканские виды рода Flacopimpla Gauld (Hymenoptera: Ichneumonidae: Pimplinae) с описанием нового вида из Мексики. Труды Зоологического института РАН. 2011. Т. 315. № 1. С. 70-74.
- Халаим А. И., Руис-Канцино Э., Коронадо-Бланко Х. М. 2013. Новые находки двух редких видов рода Phytodietus Gravenhorst, 1829 (Hymenoptera: Ichneumonidae: Tersilochinae) из Мексики [Архівовано 22 грудня 2019 у Wayback Machine.]. Russian Entomological Journal. 2013. Т. 22. № 2. С. 137—139.
- Халаим А. И. 2015. К изучению австралийских терзилохин (Hymenoptera: Ichneumonidae: Tersilochinae) [Архівовано 22 грудня 2019 у Wayback Machine.]. Russian Entomological Journal. 2015. Т. 24. № 1. С. 77-83.
- Халаим А. И. 2017. Японские виды рода Gelanes (Hymenoptera: Ichneumonidae: Tersilochinae). Russian Entomological Journal. 2017. Т. 26. № 1. С. 45-48.
- Khalaim A.I., Sääksjärvi I.E. & Roininen H., 2014. Three new Afrotropical species of Tersilochinae (Hymenoptera: Ichneumonidae) from the Kibale National Park, Uganda. Zootaxa, 3794 (4): 536—544. doi: 10.11646/zootaxa.3794.4.4
- Bordera S., González-Moreno A., Khalaim A.I. & Sääksjärvi I.E., 2014: Revision of North American species of Clistopyga (Hymenoptera: Ichneumonidae: Pimplinae). Canadian entomologist, 146 (4): 355—414. doi: 10.4039/tce.2013.74
- Khalaim A.I., Balueva E.N., Kim K.-B. & Lee J.-W., 2014. Review of the genus Tersilochus Holmgren (Hymenoptera, Ichneumonidae, Tersilochinae) from South Korea. Journal of Hymenoptera research, 36: 27-51. doi: 10.3897/JHR.36.6548
- Antropov A.V., Belokobylskij S.A., Compton S.G., Dlussky G.M., Khalaim A.I., Kolyada V.A., Kozlov M.A., Perfilieva K.S. & Rasnitsyn A.P., 2014: The wasps, bees and ants (Insecta: Vespida = Hymenoptera) from the insect limestone (Late Eocene) of the Isle of Wight, UK. Earth and Environmental Science Transactions of the Royal Society of Edinburgh, 104 (3-4): 335—446.
- Balueva E.N., Khalaim A.I., Leei J.-W. & Kim K.-B., 2014: A new species of the genus Probles Förster (Hymenoptera: Ichneumonidae: Tersilochinae) from South Korea. Journal of Asia-Pacific entomology, 17 (3): 613—616. doi: 10.1016/j.aspen.2014.06.003
- Khalaim, A.I. 2015: A new species of Barycnemis Förster, 1869 (Hymenoptera: Ichneumonidae: Tersilochinae) from the Russian Far East. Proceedings of the Zoological Institute RAS, 319(1): 132—136.
- Khalaim, A.I. 2015: A review of the Japanese species of Barycnemis Förster (Hymenoptera: Ichneumonidae: Tersilochinae). Zootaxa 3963(3): 425—433. doi: 10.11646/zootaxa.3963.3.6
- Khalaim, A.I. & Sheng, M-L. 2015. Contribution to the study of Chinese Tersilochinae (Hymenoptera: Ichneumonidae). Zootaxa 4013(2): 280—286. doi: 10.11646/zootaxa.4013.2.8.
- Ruíz-Cancino, E. & Khalaim, A.I. 2015. Mexican species of the genus Exenterus Hartig (Hymenoptera: Ichneumonidae: Tryphoninae) reared from diprionid hosts. Zootaxa 4048(1): 140—150. doi: 10.11646/zootaxa.4048.1.9.
- Khalaim, A.I. 2017. A review of Japanese species of Allophrys Förster (Hymenoptera: Ichneumonidae: Tersilochinae). Zootaxa 4221(3): 386—392. doi: 10.11646/zootaxa.4221.3.7.
- Khalaim, A.I. 2017. Contribution to the study of the genus Stethantyx Townes (Hymenoptera, Ichneumonidae, Tersilochinae), with description of a new species from Brazil [Архівовано 22 грудня 2019 у Wayback Machine.]. Journal of Hymenoptera Research 55: 129—138. doi: 10.3897/jhr.55.5322.
- Khalaim, A.I. & Belokobylski, S.A. 2017. Remarks on Oriental species of Allophrys Förster described by A. Reshchikov (Hymenoptera: Ichneumonidae: Tersilochinae) [Архівовано 22 грудня 2019 у Wayback Machine.]. Zootaxa 4294(1): 126—126. doi: 10.11646/zootaxa.4294.1.7
- Khalaim, A.I. 2018. The genera Allophrys Förster and Aneuclis Förster (Hymenoptera: Ichneumonidae: Tersilochinae) of Vietnam [Архівовано 22 грудня 2019 у Wayback Machine.]. Zootaxa 4378(3): 414—428. doi: 10.11646/zootaxa.4378.3.9
- Khalaim, A.I. & Ruiz-Cancino, E. 2018. First record of the genera Diaparsis Förster and Phradis Förster (Hymenoptera, Ichneumonidae, Tersilochinae) from Mexico [Архівовано 22 грудня 2019 у Wayback Machine.]. Journal of Hymenoptera Research 63: 61-72. doi: 10.3897/jhr.63.24491
- Khalaim, A.I. & Várkonyi, G. 2018. A review of Tersilochinae (Hymenoptera: Ichneumonidae) of Finland. Part 1: taxonomy [Архівовано 22 грудня 2019 у Wayback Machine.]. Zootaxa 4369(2): 151—185. doi: 10.11646/zootaxa.4369.2.1